# Stylidium confluens
Stylidium confluens este o specie de plante dicotiledonate din genul Stylidium, familia Stylidiaceae, ordinul Asterales, descrisă de B.J. Banyard și Amp; S.H. James. Conform Catalogue of Life specia Stylidium confluens nu are subspecii cunoscute.